# Renhac (Cher)
Reigny és un municipi francès, situat al departament de Cher i a la regió de Centre – Vall del Loira. L'any 2007 tenia 270 habitants.

## Demografia

### Població
El 2007 la població de fet de Reigny era de 270 persones. Hi havia 122 famílies, de les quals 38 eren unipersonals (21 homes vivint sols i 17 dones vivint soles), 42 parelles sense fills, 21 parelles amb fills i 21 famílies monoparentals amb fills.
La població ha evolucionat segons el següent gràfic:
Habitants censats

### Habitatges
El 2007 hi havia 197 habitatges, 126 eren l'habitatge principal de la família, 46 eren segones residències i 25 estaven desocupats. 193 eren cases i 2 eren apartaments. Dels 126 habitatges principals, 103 estaven ocupats pels seus propietaris, 19 estaven llogats i ocupats pels llogaters i 4 estaven cedits a títol gratuït; 1 tenia una cambra, 14 en tenien dues, 33 en tenien tres, 25 en tenien quatre i 54 en tenien cinc o més. 82 habitatges disposaven pel capbaix d'una plaça de pàrquing. A 63 habitatges hi havia un automòbil i a 46 n'hi havia dos o més.

### Piràmide de població
La piràmide de població per edats i sexe el 2009 era:
| Homes | Edats   | Dones |
| ----- | ------- | ----- |
| 0     | 95 o +  | 0     |
| 4     | 90 a 94 | 8     |
| 4     | 85 a 89 | 4     |
| 0     | 80 a 84 | 8     |
| 24    | 75 a 79 | 20    |
| 4     | 70 a 74 | 8     |
| 4     | 65 a 69 | 0     |
| 12    | 60 a 64 | 20    |
| 12    | 55 a 59 | 16    |
| 8     | 50 a 54 | 0     |
| 12    | 45 a 49 | 0     |
| 12    | 40 a 44 | 4     |
| 8     | 35 a 39 | 8     |
| 12    | 30 a 34 | 8     |
| 8     | 25 a 29 | 0     |
| 0     | 20 a 24 | 8     |
| 0     | 15 a 19 | 8     |
| 0     | 10 a 14 | 8     |
| 12    | 5 a 9   | 4     |
| 4     | 0 a 4   | 8     |

## Economia
El 2007 la població en edat de treballar era de 156 persones, 112 eren actives i 44 eren inactives. De les 112 persones actives 100 estaven ocupades (53 homes i 47 dones) i 11 estaven aturades (6 homes i 5 dones). De les 44 persones inactives 20 estaven jubilades, 5 estaven estudiant i 19 estaven classificades com a «altres inactius».

### Ingressos
El 2009 a Reigny hi havia 123 unitats fiscals que integraven 270 persones, la mediana anual d'ingressos fiscals per persona era de 13.784 €.

### Activitats econòmiques
Dels 7 establiments que hi havia el 2007, 1 era d'una empresa de fabricació d'altres productes industrials, 2 d'empreses de construcció, 1 d'una empresa d'hostatgeria i restauració, 1 d'una empresa financera i 2 d'empreses de serveis.
Dels 3 establiments de servei als particulars que hi havia el 2009, 2 eren guixaires pintors i 1 restaurant.
L'any 2000 a Reigny hi havia 29 explotacions agrícoles que ocupaven un total de 1.411 hectàrees.

## Equipaments sanitaris i escolars
El 2009 hi havia una escola elemental.

## Poblacions més properes
El següent diagrama mostra les poblacions més properes.